# Dingodile
Dingodile er en af karaktererne i Crash Bandicoot-serien, en spilserie til Gameboy og PlayStation. Han er en af de mest fremtrædende hjælpere til Crash's nemesis, Dr. Neo Cortex sammen med sin kammerat Tiny Tiger. Dingodile er ikke bare en følgesvend, men faktisk en af de mere smartere i hæren på trods af at han er en mutant, altså i dette tilfælde en blanding af hunderacen dingo og en krokodille. Han har australsk accent og elsker at læse Shakespeare og spille krocket. Han har så godt som altid en flammekaster på sig. Han optrådte for første gang i spillet Crash Bandicoot 3: Warped fra 1998, der var det 3. spil i serien.
Gennem de spil han har optrådt i, har voice-skuespillerne William Hootkins, Dwight Schultz, Nolan North, Keisuke Ishida, og Hajime Iijima lagt stemme til figuren.

## Skabelse
Dingodile blev skabt af figurdesigneren Charles Zembillas, da den ansatte Joe Labbe bad ham om at animere en figur, der var en blanding mellem en dingo og en krokodille.

## Medvirken
Han har optrådt i disse spil:
- Crash Bandicoot 3: Warped
- Crash Team Racing
- Crash Bash
- Crash Bandicoot: The Wrath Of Cortex
- Crash Nitro Kart
- Crash Twinsanity.

## Team Racing og Nitro Cart
I de allerfleste af disse spil optræder Dingodile som «boss» eller en anden slags hindring på vejen. Men i to af spillene: Crash Team Racing og Crash Nitro Kart er Dingodile en spilbar karakter. 
- I CTR skal han stoppe det racing-gale rumvæsen Nitrous Oxide fra at lave hele deres planet om til en parkeringsplads af beton.
- I CNK bliver Dr. Neo Cortex og hans hær bortført af Keiser Velo 27. og Dingodile bliver sat i trance af N. Trance, og kører dermed for modstandernes hold.

I begge spil kører Dingodile en go-cart som er forbeholdt de professionelle; med stor fart på lige strækning, men han er dårlig til at dreje. Dingodile forandrer sig ofte fra spil til spil, blandt andet ved at han nogle gange bytter bukser.